# Halsten
Halsten (Halsten Stenkilsson) zou volgens Adam van Bremen (wat hij alleen in een kanttekening noemt) voor een korte periode na het jaar 1066 een Zweedse koning zijn geweest.
Mogelijkerwijs regeerde Halsten omstreeks 1067 - 1070 samen met zijn broer Inge (I) de Oudere. Halsten was een zoon van Stenkil Ragnvaldsson en vader van de latere koningen Filips en Inge (II) de Jongere. Halstens tijdstip van overlijden is zeer onzeker: het kan het jaar 1070 geweest zijn maar ook pas 1084. Volgens enige bronnen was Halstens macht sterk door Inge (I) beperkt. Deze kon, ook door zijn overmatige inzet voor het christendom, bij de volgende troonsgeschillen tussen de jaren 1066 en 1088 zich voortdurend in de strijd werpen.

Erik VI · Olaf II · Anund Jacob · Emund · Stenkil · Erik VII · Erik VIII · Halsten · Haakon · Inge I · Sven · Erik Årsäll · Filips · Inge II · Ragnvald · Magnus · Sverker I · Erik IX · Karel VII · Knoet I · Sverker II · Erik X · Johan I · Erik XI · Knoet II · Waldemar I · Magnus I · Birger I · Magnus II · Albrecht · Margaretha · Erik XIII · Christoffel · Karel VIII · Christiaan I · Johan II · Christiaan II · Gustaaf I · Erik XIV · Johan III · Sigismund · Karel IX · Gustaaf II Adolf · Christina · Karel X Gustaaf · Karel XI · Karel XII · Ulrike Eleonora · Frederik · Adolf Frederik · Gustaaf III · Gustaaf IV Adolf · Karel XIII · Karel XIV Johan · Oscar I · Karel XV · Oscar II · Gustaaf V · Gustaaf VI Adolf · Carl Gustaf XVI